# متنفرم از اینکه عاشقتم
«متنفرم از اینکه عاشقتم» (به انگلیسی: Hate That I Love You) تک‌آهنگی از هنرمند اهل باربادوس ریانا، به همراهی نی-یو است که در ۲۱ اوت ۲۰۰۷ منتشر شد. این تک‌آهنگ در آلبوم دختر خوب بد شد قرار داشت.
این تک‌آهنگ در چارت‌های، نیوزلند، جزو ده ترانه اول قرار گرفت و در چارت بریتانیا به رتبه ۱۵ رسید.